# Tympanonesiotes wetmorei
Tympanonesiotes wetmorei — викопний вид морських птахів вимерлої родини костезубих (Pelagornithidae), що існував у ранньому міоцені (23 млн років тому).

## Скам'янілості
Вид описаний з проксимальної частини правого тарсометатарсуса, рештки якого знайдено у відкладеннях формації Гавторн у штаті Південна Кароліна, що датується межею олігоцену та міоцену. Вид названий на честь американського орнітолога Александера Ветмора.